# Литъл Ричард
Ричард Уейн Пениман (на английски: Richard Wayne Penniman), известен повече с артистичния си псевдоним Литъл Ричард (Little Richard), е сред най-известните и влиятелни американски рокендрол музиканти от 50-те години на миналия век.
Той е нареждан сред основателите на рокендрола. Започва кариерата си през 1951 г. и през 1950-те революционира свиренето на пиано и композира песните „Tutti Frutti“, „Long Tall Sally“ и „Good Golly, Miss Molly“. Включен е в Рокендрол залата на славата. 
Литъл Ричард е вдъхновил много рок-групи, включително „Бийтълс“ и „Ролинг Стоунс“.
На 9 май 2020 година основателят на рокендрола умира от рак на костите на 87-годишна възраст в Нашвил,Тенеси. Вестта за кончината му е съобщена от неговия син.

## Дискография
Литъл Ричард има над 25 издадени албума, сред които следните 29:
- The Formative Years (1951)
- Little Richard (1958)
- Greatest Hits (1959)
- Sings the Gospel (1964)
- It's Real (1968)
- Little Richard & Roy Orbison (1970)
- The Second Coming (1971)
- Friends From the Beginning – Little Richard and Jimi Hendrix (1972)
- Rip It Up (1973)
- Little Richard (1977)
- Long Tall Sally (1977)
- 18 Greatest Hits (1985)
- 20 Greatest Hits (1987)
- The Specialty Box Set (1989)
- The Georgia Peach (1991)
- Good Golly! (1991)
- Shake It All About (1992)
- The E.P. Collection (1993)
- Greatest Hits Recorded Live (1994)
- Greatest Songs (1995)
- Killer Cuts (1995)
- Mega Mix (1995)
- Shag On Down By The Union Hall (1996)
- Preacher King of Rock N' Roll (1997)
- Back to Back (1998)
- Whole Lotta Shakin' Goin On (1998)
- G od Is Real (1999)
- Pure Faith (2000)
- Shakin' & Screamin' with Little Richard (2002)